# Иовиниан
Иовиниа́н (лат. Iovinianus, ум. 405) — свободомыслящий монах, живший в Риме в конце IV века.
По его учению девство, вдовство и брак одинаково приятны Богу; возродившиеся в крещении могут быть безгрешными; пост и проникнутое благодарностью пользование пищей имеют одинаковое нравственное достоинство; все спасенные будут пользоваться одинаковой будущей наградой. 
По словам Августина, он утверждал, что все грехи одинаковы и что, когда Христос родился, дева Мария перестала (телесно) быть девой. 
Иовиниан подвергся отлучению от церкви со стороны епископа Сириция и сильным нападкам со стороны святого Амвросия, блаженного Иеронима и Августина. 
Иовиниан был безупречной нравственности и жил настоящим аскетом.
Последователи Иовиниана — иовинианисты, о них писал Аврелий Августин в книге лат. «De Haeresibus ad Quodvultdeum Liber Unus» («Ереси, попущением Бога, в одной книге»). 